# 山花貞夫
山花 貞夫（やまはな さだお、1936年〈昭和11年〉2月26日 - 1999年〈平成11年〉7月14日）は、日本の政治家、弁護士。
政治改革担当大臣（細川内閣）、衆議院懲罰委員長、衆議院議員（8期）、民主党選挙対策委員長（初代）、日本社会党委員長（第12代）、日本社会党書記長（第12代）などを歴任。
父は日本社会党副委員長、衆議院議員、参議院議員などを務めた山花秀雄。長男は衆議院議員を務めた山花郁夫。

## 来歴、人物

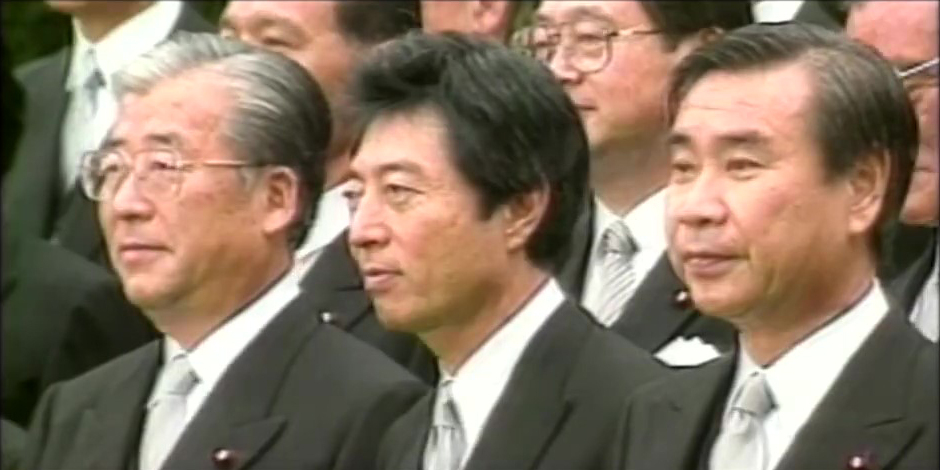
細川内閣発足時に細川護煕、羽田孜と（1993年8月9日）

東京都出身。早稲田中学校・高等学校、中央大学法学部法律学科卒業。22歳で司法試験に合格し、司法修習第13期を修了。司法修習の同期には堀田力、横山昭二、一井淳治らがいる。1961年に弁護士登録し、日本労働組合総評議会（総評）弁護団に加わっていた。
1972年の第33回衆議院議員総選挙に日本社会党公認で旧東京都第7区から父、秀雄の地盤を引き継ぎ立候補し、14万票を超える票数だったが落選した。これは同選挙で全国最少得票当選者の小渕恵三の4倍近い数字だった。1976年、第34回衆議院議員総選挙に日本社会党公認で新設された旧東京都第11区から立候補し、初当選を果たした。1978年、飛鳥田一雄委員長就任に伴い、委員長指名の中央執行委員に就任。1983年、馬場昇書記長の更迭に伴う役員改選により、党広報局長に就任。同年8月の石橋政嗣委員長就任まで務める。
1986年、土井たか子執行部で副書記長に就任し、1991年の田邊誠委員長就任に伴い、党書記長に昇格する。1993年、自由民主党の金丸信元副総裁が事実上失脚。国会対策委員長時代から金丸をはじめ自民党国対委員会に太いパイプを有していた田邊委員長が辞任に追い込まれ、後任の社会党委員長に無投票で選出された。就任後は日米安全保障条約や自衛隊の扱い等、社会党の基本政策の転換に意欲を見せていたが、宮澤内閣不信任決議案可決により実施された1993年第40回衆議院議員総選挙では、反自民票を新生党や日本新党、新党さきがけに奪われ、戦後長らく野党第一党であり続けてきた社会党は、解散前の139議席から70議席に落ち込む大惨敗を喫した。同年8月、細川内閣で無任所の国務大臣として政治改革担当大臣に任命され、初入閣を果たすが、直後に総選挙敗北の責任を取り、社会党委員長を辞任（後任は党国会対策委員長の村山富市）。同年9月、現職の社会党委員長で初めて大韓民国を訪問した。翌年、細川内閣総辞職に伴い政治改革担当大臣を退任（後任は大臣臨時代理である羽田孜首相を挟み石井一）。羽田内閣発足後、社会党は連立政権を離脱。自民・社会・さきがけ3党による自社さ連立政権の村山内閣が発足する。
1994年8月、社会党内の右派・中間派の再結集を図る政策集団「新民主連合」を結成し、同会会長に就任（32人の国会議員が参加。ただし山花自身は社会党左派に属していた）。社会党の枠を超えた民主・リベラル勢力を結集する新党の結成を図り、1995年1月6日、社会党の山花、新進党の川端達夫、民主改革連合の粟森喬、民主新党クラブの海江田万里の4人を代表に新党準備会を発足させる。1月16日、新会派「民主連合・民主新党クラブ」の結成で合意し、翌17日、山花をはじめ衆議院17名・参議院7名の合計24名の国会議員が院内会派からの離脱を届け出たが、同日阪神・淡路大震災が発生。そのため会派結成を先送りし、民主・リベラル新党構想は事実上頓挫。新党準備会も4月に解散した。5月に山花は単独で社会党に離党届を提出。土肥隆一、本岡昭次らが合流し5月29日に新会派「民主の会」を結成（衆議院5名・参議院2名）。なお民主・リベラル新党構想は5月の社会党大会においても、山花同様に新党結成を模索していた久保亘書記長らの主導により党の方針に採択されるが、結局全党的な新党移行は実現せず、1996年1月の社会民主党への改称に留まった。1995年12月、海江田万里を代表に市民リーグを結成する。市民リーグは1996年9月に旧民主党に合流し、山花は党副代表に就任。同年10月の第41回衆議院議員総選挙では、小選挙区比例代表並立制の導入に伴い東京22区から旧民主党公認で立候補するが、古巣である社民党も保坂展人を擁立し、革新票が分散。新進党の伊藤達也が当選し、山花は重複立候補していた比例東京ブロックで復活した。1998年、旧民主党の選挙対策委員長に就任。
1999年7月14日、急性心不全のため、衆議院議員在職のまま死去。63歳没。死去に伴い、比例東京ブロックの旧民主党次点であった渋谷修が繰り上げ当選となった。追悼演説は同年8月10日に自民党の河野洋平が行っている。また2000年の第42回衆議院議員総選挙には息子の山花郁夫が地盤を引き継いで立候補し、当選した。墓所は八王子市の上川霊園。